# Gerta Ital
Gerta Maria Luise Karoline Ital (* 7. Juli 1904 in Hannover als Gertrud Ital; † 21. Juli 1988 in München) war eine deutsche Künstlerin, Schauspielerin, Autorin, Zen-Buddhistin und Mystikerin.

## Leben
Gerta Ital trug neben Eugen Herrigel, Hugo Makibi Enomiya-Lassalle S.J. und Karlfried Graf Dürckheim entscheidend dazu bei, dass der Zen-Buddhismus in Europa bekannt wurde.
In Berlin und Dresden zeigte sie schauspielerisches Wirken und arbeitete beim Film. Mit dem Generalmusikdirektor Leo Blech, Wilhelm Furtwängler und Richard Strauss veranstaltete sie Liederabende und Konzerte. Sie litt über sieben Jahre lang an einem Tumor am Hals, verlor so vorübergehend ihre Stimme und beendete daher ihre künstlerische Laufbahn.
1926 begann ihr Weg nach innen. Sie studierte Ägyptologie und bei Heinrich Zimmer in Heidelberg Indologie und wurde von 1953 bis 1955 von Eugen Herrigel unterrichtet. Im März 1963 reiste sie nach Japan, wo ihr als erste westliche Frau erlaubt wurde, in einem japanischen Zen-Kloster gleichwertig mit den Mönchen zu leben und zu meditieren. Nach sieben Monaten verließ sie das Kloster allerdings wieder. Im Mai 1967 erhielt sie vom Mumon Yamada Roshi eine Einladung ins Shōfuku-ji, wo  sie weitere 7 Monate an den Meditationen im Kloster teilnahm. Gertrud änderte am 27. Juli 1982 am Bezirksamt Wilmersdorf ihren Namen auf Gerta. Sie trat am 23. Juli 1987 aus der evangelischen Kirche aus. Zur Härte des traditionellen Zen-Weges, die in den Büchern von Gerta Ital als eine conditio sine qua non vertreten wird, nahm Osho in seinem letzten Vortrag am 10. April 1989 Stellung.

## Unterweisung Suchender
Seit 1970 unterrichtete Gerta Ital spirituell Suchende unter der Zielsetzung: „Wie mache ich Gott in mir lebendig?“ Die Zen-Meditation wurde den Notwendigkeiten der westlichen Gesellschaft angepasst.
„Was wir gemeinsam üben, ist 'ZEN', es ist Meditation. Jedoch nicht genau das Zen, wie es in den Klöstern geübt wird, weil ich Sie vorerst nicht mit dem 'Nichts' konfrontieren werde. Warum? Ich selber weiß als westlicher Mensch, dass wir, die wir von der Gesamtstruktur anders sind als der östliche Mensch, erst langsam in dieses Nichts hinein entwerden müssen, um, durch das Nichts hindurch, von der Allheit Gottes empfangen und durchdrungen zu werden.“
Auf Wunsch der Schüler wurden die in den Meditationen gegebenen Anleitungen zusammengefasst herausgegeben.

## Werke
- Der Meister die Mönche und ich, eine Frau im Zen-Buddhistischen Kloster
  - 1966 Otto Wilhelm Barth Verlag; weitere Auflagen im Scherz Verlag
  - 1987 englische Ausgabe The master, the monks and I, durch die Thorsons Publishing Group, ISBN 0-85030-565-9, Übersetzung durch Timothy M. Green.
- Auf dem Weg zu Satori, übersinnliche Erfahrungen und das Erlebnis der Erleuchtung
  - 1971 Otto Wilhelm Barth Verlag: ISBN 387041-240-2
  - 1990 englische Ausgabe On the way to satori durch Element Books Limited ISBN 1-85230-155-4, Übersetzung durch Timothy M.Green.
- Meditationen aus dem Geist des Zen. Die große Umwandlung zur Selbstbefreiung. Walter Verlag, 1977, ISBN 3-530-39510-2.
- Auf dem Weg zu Satori, erweitert um ein Nachwort mit einer Stellungnahme zum Zweiten Vatikanischen Konzil und der nachfolgenden Abwendung vom Beschluss zur Ökumene. 1980 Wilhelm Goldmann Verlag, ISBN 3-442-11701-1.